# Óscar Pérez Rojas
Óscar Pérez Rojas (Mexikóváros, 1973. február 1. –) a mexikói válogatott korábbi labdarúgója, aki jelenleg a Pachucában játszik kapusként. Tizenkilenc év különbséggel kétszer nyerte meg a mexikói bajnokságot: 1997 téli szezonjában a Cruz Azullal, a 2016-os Clausura szezonban pedig a Pachucával.

## Pályafutása

### Klubcsapatokban
Pérez 1991-ben került fel a Cruz Azul felnőtt csapatához, de csak 1993-ban mutatkozott be egy Atlas elleni 0-0-s mérkőzésen. A csapatnál töltött évei alatt 413 bajnoki mérkőzésen lépett pályára és két gólt is szerzett, 1997-ben pedig bajnoki címet ünnepelhetett. Később kölcsönben megfordult a Tigresben és a Jaguares de Chiapasban is. 2010-ben a Necaxához, egy évvel később a San Luishoz került, újabb két év múlva pedig a Pachucához, amellyel a 2016-os Clausura szezonban ismét bajnok lett. 2017-ben 44 évesen lépett pályára a FIFA-klubvilágbajnokságon, ezzel pedig a sorozat történetének legidősebb játékosává vált.

### A válogatottban
Pérez több nagy tornán is részt vett a mexikói válogatottal, melyben 1997-ben debütált. Ott volt az 1998-as és a 2002-es világbajnokságon is. Előbbin nem léphetett pályára, de 2002-ben négyszer is lehetőséget kapott. Csapatával megnyerte az 1999-es konföderációs kupát.
Utoljára a 2010-es világbajnokságon lépett pályára, ahol csapata a nyolcaddöntőig menetelt.

#### Mérkőzései a válogatottban
| Mexikó | Mexikó              | Mexikó                                               | Mexikó                  | Mexikó   | Mexikó             | Mexikó          | Mexikó | Mexikó  |
| #      | Dátum               | Helyszín                                             | Hazai                   | Eredmény | Vendég             | Kiírás          | Gólok  | Esemény |
| ------ | ------------------- | ---------------------------------------------------- | ----------------------- | -------- | ------------------ | --------------- | ------ | ------- |
| 42.    | 2003. augusztus 20. | East Rutherford, Giants Stadium                      | Mexikó                  | 1 – 3    | Peru               | barátságos      | 0      |         |
| 43.    | 2004. június 27.    | Aguascalientes, Estadio Victoria                     | Mexikó                  | 8 – 0    | Dominikai Közösség | vb-selejtező    | 0      |         |
| 44.    | 2005. január 26.    | San Diego, Petco Park                                | Mexikó                  | 0 – 0    | Svédország         | barátságos      | 0      |         |
| 45.    | 2005. február 9.    | San Juan de Tibás, Estadio Ricardo Saprissa Aymá     | Costa Rica              | 1 – 2    | Mexikó             | vb-selejtező    | 0      |         |
| 46.    | 2005. február 23.   | Culiacán Rosales, Estadio Carlos González y González | Mexikó                  | 1 – 1    | Kolumbia           | barátságos      | 0      | 72'     |
| 47.    | 2005. március 9.    | Los Angeles, Memorial Coliseum                       | Mexikó                  | 1 – 1    | Argentína          | barátságos      | 0      |         |
| 48.    | 2009. június 6.     | San Salvador, Estadio Cuscatlán                      | Salvador                | 2 – 1    | Mexikó             | vb-selejtező    | 0      |         |
| 49.    | 2009. június 10.    | Mexikóváros, Estadio Azteca                          | Mexikó                  | 2 – 1    | Trinidad és Tobago | vb-selejtező    | 0      |         |
| 50.    | 2010. május 10.     | Chicago, Soldier Field                               | Mexikó                  | 1 – 0    | Szenegál           | barátságos      | 0      |         |
| 51.    | 2010. május 24.     | London, Wembley Stadion                              | Anglia                  | 3 – 1    | Mexikó             | barátságos      | 0      |         |
| 52.    | 2010. június 3.     | Brüsszel, Baldvin király Stadion                     | Olaszország             | 1 – 2    | Mexikó             | barátságos      | 0      | 66'     |
| 53.    | 2010. június 11.    | Johannesburg, Soccer City                            | Dél-afrikai Köztársaság | 1 – 1    | Mexikó             | vb-csoportkör   | 0      |         |
| 54.    | 2010. június 17.    | Polokwane, Peter Mokaba Stadion                      | Franciaország           | 0 – 2    | Mexikó             | vb-csoportkör   | 0      |         |
| 55.    | 2010. június 22.    | Rustenburg, Royal Bafokeng Stadion                   | Mexikó                  | 0 – 1    | Uruguay            | vb-csoportkör   | 0      |         |
| 56.    | 2010. június 27.    | Johannesburg, Soccer City                            | Argentína               | 3 – 1    | Mexikó             | vb-nyolcaddöntő | 0      |         |
|        | Összesen            |                                                      |                         | 56       | mérkőzés           |                 | 0      | gól     |